# Valerian Rybar
Valerian Stux Rybar (Sarajevo, 17 de junio de 1919-Sutton Place, 9 de junio de 1990) fue un diseñador de interiores estadounidense, reconocido por su gusto opulento y extravagante. En 1972 fue nombrado el «decorador más costoso del mundo».

## Biografía

### Primeros años
Rybar nació el 17 de junio de 1919 en Sarajevo, Yugoslavia. Su padre Geza Stux-Rybar fue un banquero húngaro, y su madre Vilma von Kalman era de origen austríaco. Se educó en Viena y después estudió dos años de derecho en Suecia antes de la Segunda Guerra Mundial, donde sirvió en Dubrovnik. Posteriormente se trasladó a Nueva York, viajando con un pasaporte sueco.

### Carrera
Comenzó su carrera como aprendiz en los grandes almacenes Lord & Taylor de Nueva York, pero pronto fue contratado por Elizabeth Arden para diseñar los interiores de sus tiendas, después de que viera un tocado que Rybar había diseñado para una cantante de ópera.
Entre sus clientes figuraron Nicholas DuPont, Samuel Newhouse, Pierre Schlumberger, Christina Onassis, Stavros Niarchos, Guy y Marie-Hélène de Rothschild y el Hotel Plaza de Nueva York. Sus proyectos comerciales incluían restaurantes gourmet exóticos en Las Vegas y el rediseño de algunos hoteles de Nueva York. Diseñó personalmente gran parte del mobiliario y las alfombras utilizadas en sus proyectos, empleando artesanos de todo el mundo y utilizando costosos materiales.
En 1972 fue nombrado el «decorador más costoso del mundo». Junto con Jean-Francois Daigre, fundó la Valerian Rybar & Daigre Design Corporation, con sedes en Nueva York y París. El uso de espejos y acero se consideraba parte de su estilo característico.
En septiembre de 2007, Christie's organizó una subasta en Nueva York titulada «European Furniture, Sculpture, Works of Art and Tapestries Including A San Francisco Apartment Designed By Valerian Rybar And Jean- François Daigre», en la que se recaudaron cerca de cuatro millones de dólares.

### Plano personal
El 19 de diciembre de 1956, Rybar se casó con la socialite irlandesa Aileen Plunket. Vivieron en la finca de 570 acres del castillo de Luttrellstown, cerca de Dublín, donde realizaban fastuosas fiestas. La pareja se separó en 1965. Posteriormente, Rybar vivió con su pareja de muchos años, Jean-Francois Daigre, quien murió en un hospital de París en 1992 por complicaciones con el sida.
Rybar murió de cáncer de próstata en su casa de Sutton Place, Manhattan el 9 de junio de 1990.